# Phil Beattie
Phil Beattie, wł. Philip Garth Beattie (ur. 8 września 1963 w Belfaście) – północnoirlandzki lekkoatleta, płotkarz, mistrz igrzysk Wspólnoty Narodów, olimpijczyk.
Na igrzyskach Wspólnoty Narodów reprezentował Irlandię Północną, a na pozostałych dużych imprezach międzynarodowych Wielką Brytanię.
Specjalizował się w biegu na 400 metrów przez płotki. Odpadł w półfinale tej konkurencji na mistrzostwach Europy juniorów w 1981 w Utrechcie. Odpadł w eliminacjach na tym dystansie na igrzyskach Wspólnoty Narodów w 1982 w Brisbane i na igrzyskach olimpijskich w 1984 w Los Angeles.
Zwyciężył w biegu na 400 metrów przez płotki (wyprzedzając Maxa Robertsona z Anglii i Johna Grahama z Kanady) na igrzyskach Wspólnoty Narodów w 1986 w Edynburgu. Uzyskał wówczas najlepszy wynik w swojej karierze – 49,60 s. Odpadł w półfinale tej konkurencji na mistrzostwach Europy w 1986 w Stuttgarcie.
Był mistrzem UK Championships w biegu na 400 metrów przez płotki w 1983 i 1985, wicemistrzem w 1984 oraz brązowym medalistą w 1977 i 1979, a także mistrzem Irlandii Północnej na tym dystansie w latach 1981–1987 oraz mistrzem Irlandii w 1982.